# Liste der italienischen Abgeordneten zum EU-Parlament (1984–1989)
Die Liste der italienischen Abgeordneten zum EU-Parlament (1984–1989) listet alle italienischen Mitglieder des 2. Europäischen Parlaments nach der Europawahl in Italien 1984.

## Mandatsstärke der Parteien
- KOM: 26
- SOC: 12
- RBW: 3
- LD/LDR: 5
- NI: 3
- EVP: 27
- ER: 5

| Nationale Partei/Liste                                                   | Mandate              | Fraktion |
| ------------------------------------------------------------------------ | -------------------- | --- |
| Partito Comunista Italiano (PCI)                                         | 23                   | Fraktion der Kommunisten und Nahestehenden (KOM) |
| Partito Comunista Italiano (PCI)                                         | 24 (ab 1. Jan. 1985) | Fraktion der Kommunisten und Nahestehenden (KOM) |
| Parteilose Abgeordnete (Unabh.)                                          | 03                   | Fraktion der Kommunisten und Nahestehenden (KOM) |
| Democrazia Cristiana (DC)                                                | 26                   | Fraktion der Europäischen Volkspartei (EVP) |
| Südtiroler Volkspartei (SVP)                                             | 01                   | Fraktion der Europäischen Volkspartei (EVP) |
| Partito Socialista Italiano (PSI)                                        | 09                   | Sozialdemokratische Fraktion (SOC) |
| Partito Socialista Democratico Italiano (PSDI)                           | 03                   | Sozialdemokratische Fraktion (SOC) |
| Partito Liberale Italiano (PLI) – 000Partito Repubblicano Italiano (PRI) | 05                   | Liberale und Demokratische Fraktion (LD)Liberale und Demokratische Reformfraktion (LDR) (ab 1985) |
| Movimento Sociale Italiano (MSI)                                         | 05                   | Fraktion der Europäischen Rechten (ER) |
| Partito Radicale (PR)                                                    | 03                   | Fraktionslose Abgeordnete (NI)Fraktion für die technische Koordinierung und Verteidigung der 000unabhängigen Gruppen und Mitglieder (CTDI) (Sep. 1987–Nov. 1987)Fraktionslose Abgeordnete (NI) (ab Nov. 1987) |
| Democrazia Proletaria (DP)                                               | 01                   | Regenbogenfraktion (RBW) |
| Partito Sardo d’Azione (PSd'Az) – 000Union Valdôtaine (UV)               | 01                   | Regenbogenfraktion (RBW) |
| Partito Comunista Italiano (PCI)                                         | 01                   | Regenbogenfraktion (RBW) |
| Partito Comunista Italiano (PCI)                                         | 0 (ab 1. Jan. 1985)  | Regenbogenfraktion (RBW) |
| Gesamt                                                                   | 81                   | |

## Abgeordnete
| Bild | MEP                                | von                          | bis                               | Partei    | Fraktion | Anmerkungen |
| ---- | ---------------------------------- | ---------------------------- | --------------------------------- | --------- | -------- | --- |
|      | Giorgio Almirante                  | 24. Juli 1984                | 6. Juni 1988                      | MSI       | ER       | Nachrücker: Silvio Vitale |
|      | Giuseppe Amadei                    | 24. Juli 1984                | 24. Juli 1989                     | PSDI      | SOC      | |
|      | Ettore Giovanni Andenna            | 2. Februar 1987              | 24. Juli 1989                     | PSDI      | SOC      | Nachgerückt für Renato Massari |
|      | Dario Antoniozzi                   | 24. Juli 1984                | 24. Juli 1989                     | DC        | EVP      | |
|      | Gianni Baget Bozzo                 | 24. Juli 1984                | 24. Juli 1989                     | PSI       | SOC      | |
|      | Carla Barbarella                   | 24. Juli 1984                | 24. Juli 1989                     | PCI       | KOM      | |
|      | Roberto Barzanti                   | 24. Juli 1984                | 24. Juli 1989                     | PCI       | KOM      | |
|      | Giovanni Bersani                   | 24. Juli 1984                | 24. Juli 1989                     | DC        | EVP      | |
|      | Vincenzo Bettiza                   | 24. Juli 1984                | 24. Juli 1989                     | PLI–PRI   | LD/LDR   | |
|      | Aldo Bonaccini                     | 24. Juli 1984                | 24. Juli 1989                     | PCI       | KOM      | |
|      | Emma Bonino                        | 24. Juli 1984 9. Januar 1986 | 12. September 1984 13. April 1988 | PR        | NICTDINI | Nachrücker: Roberto Cicciomessere, Nachgerückt für Enzo Tortora, Fraktionsbeitritt am 17. September 1987, Fraktionsaustritt am 17. November 1987, Nachrücker: Giovanni Negri |
|      | Margherita Boniver                 | 15. September 1987           | 24. Juli 1989                     | PSI       | SOC      | Nachgerückt für Carlo Tognoli |
|      | Franco Borgo                       | 24. Juli 1984                | 24. Juli 1989                     | DC        | EVP      | |
|      | Antonino Buttafuoco                | 24. Juli 1984                | 24. Juli 1989                     | MSI       | ER       | |
|      | Antonio Nicola Cantalamessa        | 01. September 1988           | 24. Juli 1989                     | MSI       | ER       | Nachgerückt für Antonino Tripodi |
|      | Angelo Carossino                   | 24. Juli 1984                | 24. Juli 1989                     | PCI       | KOM      | |
|      | Carlo Casini                       | 24. Juli 1984                | 24. Juli 1989                     | DC        | EVP      | |
|      | Maria Luisa Cassanmagnago Cerretti | 24. Juli 1984                | 24. Juli 1989                     | DC        | EVP      | |
|      | Luciana Castellina                 | 24. Juli 1984                | 24. Juli 1989                     | PCI       | KOMRBW   | Fraktionswechsel am 1. Januar 1985 |
|      | Marco Cellai                       | 7. Oktober 1988              | 24. Juli 1989                     | MSI       | ER       | Nachgerückt für Giulio Maceratini |
|      | Giovanni Cervetti                  | 24. Juli 1984                | 24. Juli 1989                     | PCI       | KOM      | |
|      | Mauro Chiabrando                   | 24. Juli 1984                | 24. Juli 1989                     | DC        | EVP      | |
|      | Vittorino Chiusano                 | 24. Juli 1984                | 24. Juli 1989                     | DC        | EVP      | |
|      | Michelangelo Ciancaglini           | 24. Juli 1984                | 14. Juni 1988                     | DC        | EVP      | Nachrücker: Giovanni Travaglini |
|      | Roberto Cicciomessere              | 12. September 1984           | 24. Juli 1989                     | PR        | NICTDINI | Nachgerückt für Emma Bonino, Fraktionsbeitritt am 17. September 1987, Fraktionsaustritt am 17. November 1987                                                                 |
|      | Maria Lisa Cinciari Rodano         | 24. Juli 1984                | 24. Juli 1989                     | PCI       | KOM      | |
|      | Michele Columbu                    | 24. Juli 1984                | 24. Juli 1989                     | PSd'Az–UV | RBW      | |
|      | Francesco Compasso                 | 8. April 1987                | 24. Juli 1989                     | PLI–PRI   | LD/LDR   | Nachgerückt für Rosario Romeo |
|      | Roberto Costanzo                   | 24. Juli 1984                | 24. Juli 1989                     | DC        | EVP      | |
|      | Joachim Dalsass                    | 24. Juli 1984                | 24. Juli 1989                     | SVP       | EVP      | |
|      | Antonio Del Duca                   | 16. Mai 1988                 | 24. Juli 1989                     | DC        | EVP      | Nachgerückt für Luigi Ciriaco De Mita |
|      | Luigi Ciriaco De Mita              | 24. Juli 1984                | 16. Mai 1988                      | DC        | EVP      | Nachrücker: Antonio Del Duca |
|      | Pancrazio De Pasquale              | 24. Juli 1984                | 24. Juli 1989                     | PCI       | KOM      | |
|      | Mario Di Bartolomei                | 24. Juli 1984                | 24. Juli 1989                     | PLI–PRI   | LD/LDR   | |
|      | Mario Didó                         | 24. Juli 1984                | 24. Juli 1989                     | PSI       | SOC      | |
|      | Sergio Ercini                      | 24. Juli 1984                | 24. Juli 1989                     | DC        | EVP      | |
|      | Guido Fanti                        | 24. Juli 1984                | 24. Juli 1989                     | PCI       | KOM      | |
|      | Bruno Ferrero                      | 31. Januar 1988              | 24. Juli 1989                     | PCI       | KOM      | Nachgerückt für Diego Novelli |
|      | Roberto Formigoni                  | 24. Juli 1984                | 24. Juli 1989                     | DC        | EVP      | |
|      | Gerardo Gaibisso                   | 24. Juli 1984                | 24. Juli 1989                     | DC        | EVP      | |
|      | Carlo Alberto Galluzzi             | 24. Juli 1984                | 24. Juli 1989                     | PCI       | KOM      | |
|      | Natalino Gatti                     | 24. Juli 1984                | 24. Juli 1989                     | PCI       | KOM      | |
|      | Jas Gawronski                      | 24. Juli 1984                | 24. Juli 1989                     | PLI–PRI   | LD/LDR   | |
|      | Giovanni Giavazzi                  | 24. Juli 1984                | 24. Juli 1989                     | DC        | EVP      | |
|      | Vincenzo Giummarra                 | 24. Juli 1984                | 24. Juli 1989                     | DC        | EVP      | |
|      | Anselmo Guarraci                   | 24. Juli 1984                | 24. Juli 1989                     | PSI       | SOC      | |
|      | Carlo Alberto Graziani             | 20. Juni 1986                | 24. Juli 1989                     | Unabh.    | KOM      | Nachgerückt für Altiero Spinelli |
|      | Antonio Iodice                     | 24. Juli 1984                | 24. Juli 1989                     | DC        | EVP      | |
|      | Felice Ippolito                    | 24. Juli 1984                | 24. Juli 1989                     | Unabh.    | KOM      | Über die Liste der PCI gewählt |
|      | Giosuè Ligios                      | 24. Juli 1984                | 24. Juli 1989                     | DC        | EVP      | |
|      | Salvatore Lima                     | 24. Juli 1984                | 24. Juli 1989                     | DC        | EVP      | |
|      | Giulio Maceratini                  | 6. Juni 1988                 | 7. Oktober 1988                   | MSI       | ER       | Nachgerückt für Giorgio Romualdi, Nachrücker: Marco Cellai |
|      | Francesca Marinaro                 | 24. Juli 1984                | 24. Juli 1989                     | PCI       | KOM      | |
|      | Claudio Martelli                   | 24. Juli 1984                | 24. Juli 1989                     | PSI       | SOC      | |
|      | Renato Massari                     | 24. Juli 1984                | 2. Februar 1987                   | PSDI      | SOC      | Nachrücker: Ettore Giovanni Andenna |
|      | Vincenzo Mattina                   | 24. Juli 1984                | 24. Juli 1989                     | PSI       | SOC      | |
|      | Alberto Michelini                  | 24. Juli 1984                | 24. Juli 1989                     | DC        | EVP      | |
|      | Alfeo Mizzau                       | 24. Juli 1984                | 24. Juli 1989                     | DC        | EVP      | |
|      | Emilio Molinari                    | 24. Juli 1984                | 24. September 1985                | DP        | RBW      | Nachrücker: Alberto Tridente |
|      | Alberto Moravia                    | 24. Juli 1984                | 24. Juli 1989                     | PCI       | KOM      | |
|      | Giovanni Moroni                    | 24. Juli 1984                | 24. Juli 1989                     | PSDI      | SOC      | |
|      | Alessandro Natta                   | 24. Juli 1984                | 24. Juli 1989                     | PCI       | KOM      | |
|      | Giovanni Negri                     | 13. April 1988               | 24. Juli 1989                     | PR        | NI       | Nachgerückt für Emma Bonino |
|      | Diego Novelli                      | 24. Juli 1984                | 31. Januar 1988                   | PCI       | KOM      | Nachrücker: Bruno Ferrero |
|      | Giancarlo Pajetta                  | 24. Juli 1984                | 24. Juli 1989                     | PCI       | KOM      | |
|      | Marco Pannella                     | 24. Juli 1984                | 24. Juli 1989                     | PR        | NICTDINI | Fraktionsbeitritt am 17. September 1987, Fraktionsaustritt am 17. November 1987                                                                                              |
|      | Giovanni Papapietro                | 24. Juli 1984                | 24. Juli 1989                     | PCI       | KOM      | |
|      | Eolo Parodi                        | 24. Juli 1984                | 24. Juli 1989                     | DC        | EVP      | |
|      | Jiri Pelikan                       | 24. Juli 1984                | 24. Juli 1989                     | PSI       | SOC      | |
|      | Francesco Petronio                 | 24. Juli 1984                | 24. Juli 1989                     | MSI       | ER       | |
|      | Sergio Pininfarina                 | 24. Juli 1984                | 8. Juli 1988                      | PLI–PRI   | LD/LDR   | Nachrücker: Giuseppe Schiavinato |
|      | Ferruccio Pisoni                   | 24. Juli 1984                | 24. Juli 1989                     | DC        | EVP      | |
|      | Nino Pisoni                        | 24. Juli 1984                | 24. Juli 1989                     | DC        | EVP      | |
|      | Mario Pomilio                      | 24. Juli 1984                | 24. Juli 1989                     | DC        | EVP      | |
|      | Andrea Raggio                      | 24. Juli 1984                | 24. Juli 1989                     | PCI       | KOM      | |
|      | Alfrefo Reichlin                   | 24. Juli 1984                | 28. Januar 1985                   | PCI       | KOM      | Nachrücker: Tommaso Rossi |
|      | Mario Rigo                         | 24. Juli 1984                | 24. Juli 1989                     | PSI       | SOC      | |
|      | Rosario Romeo                      | 24. Juli 1984                | 8. April 1987                     | PLI–PRI   | LD/LDR   | Nachrücker: Francesco Compasso |
|      | Giorgio Romualdi                   | 24. Juli 1984                | 6. Juni 1988                      | MSI       | ER       | Nachrücker: Giulio Maceratini |
|      | Giorgio Rossetti                   | 24. Juli 1984                | 24. Juli 1989                     | PCI       | KOM      | |
|      | Tommaso Rossi                      | 28. Januar 1985              | 24. Juli 1989                     | PCI       | KOM      | Nachgerückt für Alfrefo Reichlin |
|      | Giuseppe Schiavinato               | 8. Juli 1988                 | 24. Juli 1989                     | PLI–PRI   | LD/LDR   | Nachgerückt für Sergio Pininfarina |
|      | Sergio Camillo Segre               | 24. Juli 1984                | 24. Juli 1989                     | PCI       | KOM      | |
|      | Gustavo Selva                      | 24. Juli 1984                | 24. Juli 1989                     | DC        | EVP      | |
|      | Altiero Spinelli                   | 24. Juli 1984                | 23. Mai 1986                      | Unabh.    | KOM      | Über die Liste der PCI gewählt, Nachrücker: Carlo Alberto Graziani |
|      | Vera Squarcialupi                  | 24. Juli 1984                | 24. Juli 1989                     | Unabh.    | KOM      | Über die Liste der PCI gewählt |
|      | Giovanni Starita                   | 24. Juli 1984                | 24. Juli 1989                     | DC        | EVP      | |
|      | Carlo Tognoli                      | 24. Juli 1984                | 15. September 1987                | PSI       | SOC      | Nachrücker: Margherita Boniver |
|      | Enzo Tortora                       | 24. Juli 1984                | 9. Januar 1986                    | PR        | NI       | Nachrücker: Emma Bonino |
|      | Giovanni Travaglini                | 14. Juni 1988                | 24. Juli 1989                     | DC        | EVP      | Nachgerückt für Michelangelo Ciancaglini |
|      | Alberto Tridente                   | 24. September 1985           | 24. Juli 1989                     | DP        | RBW      | Nachgerückt für Emilio Molinari |
|      | Antonino Tripodi                   | 24. Juli 1984                | 01. September 1988                | MSI       | ER       | Nachrücker: Antonio Nicola Cantalamessa |
|      | Renzo Trivelli                     | 24. Juli 1984                | 24. Juli 1989                     | PCI       | KOM      | |
|      | Osvalda Trupia                     | 24. Juli 1984                | 24. Juli 1989                     | PCI       | KOM      | |
|      | Maurizio Valenzi                   | 24. Juli 1984                | 24. Juli 1989                     | PCI       | KOM      | |
|      | Silvio Vitale                      | 6. Juni 1988                 | 24. Juli 1989                     | MSI       | ER       | Nachgerückt für Giorgio Almirante |
|      | Mario Zagari                       | 24. Juli 1984                | 24. Juli 1989                     | PSI       | SOC      | |